# Елизавета II
Елизаве́та II (англ. Elizabeth II), полное имя — Эли́забет Алекса́ндра Мэ́ри (англ. Elizabeth Alexandra Mary; 21 апреля 1926, Мейфэр, Большой Лондон, Англия — 8 сентября 2022, замок Балморал, Абердиншир, Шотландия) — королева Великобритании и Северной Ирландии и королевств Содружества из Виндзорской династии, верховный главнокомандующий вооружёнными силами Великобритании, верховный правитель Церкви Англии, глава Содружества наций с 6 февраля 1952 и до своей смерти 8 сентября 2022 года. На момент смерти являлась монархом в четырнадцати независимых государствах помимо Великобритании: Австралии, Антигуа и Барбуде, Багамских Островах, Белизе, Гренаде, Канаде, Новой Зеландии, Папуа — Новой Гвинее, Сент-Винсенте и Гренадинах, Сент-Китсе и Невисе, Сент-Люсии, Соломоновых Островах, Тувалу, Ямайке; в течение жизни была королевой ещё 17 государств, впоследствии отказавшихся от монархии.
Елизавета родилась в семье герцога и герцогини Йоркских (впоследствии короля Георга VI и королевы-консорта Елизаветы). Её отец взошёл на престол после отречения своего брата короля Эдуарда VIII в 1936 году, в результате чего она стала наследницей престола. Она получила частное домашнее образование и начала выполнять свои общественные функции во время Второй мировой войны, служа во Вспомогательной территориальной службе.
20 ноября 1947 года принцесса Елизавета вышла замуж за лейтенанта Филиппа Маунтбеттена — бывшего принца Греческого и Датского, за день до свадьбы получившего титул герцога Эдинбургского. У них родилось четверо детей: Карл III, король Великобритании; Анна, королевская принцесса; принц Эндрю, герцог Йоркский и принц Эдвард, герцог Эдинбургский. Их брачный союз стал самым долгим королевским браком в британской истории, продлившись до смерти принца Филиппа 9 апреля 2021 года.
Елизавета II взошла на престол 6 февраля 1952 года в возрасте двадцати пяти лет, после смерти своего отца — короля Георга VI. На тот момент она стала главой Содружества и царствующей королевой семи стран: Великобритании, Канады, Австралии, Новой Зеландии, Южной Африки, Пакистана и Цейлона.
На царствование Елизаветы II выпал весьма широкий период британской и мировой истории, знаменательными событиями которого стали распад Британской империи и её трансформация в Содружество наций, процесс деколонизации, холодная война, выход человека в космос и высадка на Луне, появление телевидения и интернета, вхождение Великобритании в Европейский союз и выход из него, урегулирование длительного этнополитического конфликта в Северной Ирландии, победа в Фолклендской войне, участие Великобритании в войнах в Ираке и Афганистане, финансовый кризис 2008 года, референдум о независимости Шотландии, пандемия коронавирусной инфекции и др. В этих условиях Елизавета II смогла сохранить престиж и популярность британской монархии, хотя иногда она сталкивалась с республиканскими настроениями и критикой прессы в адрес королевской семьи, особенно после распада браков её детей и младшей сестры — принцессы Маргарет, а также после гибели принцессы Дианы в 1997 году.
Титул Её Величества в Соединённом Королевстве звучал так: «Её Величество Елизавета Вторая, Божией милостью Королева Соединённого Королевства Великобритании и Северной Ирландии и иных своих царств и владений, Глава Содружества, защитница веры».
Елизавета II умерла 8 сентября 2022 года на 97-м году жизни в своей резиденции, замке Балморал (Шотландия).
К моменту смерти являлась самым долгоправящим и пожилым монархом в британской истории, а также самым долгоправящим и пожилым главой государства в мире.

## Детство и юность
Старшая дочь принца Альберта, герцога Йоркского (будущего короля Георга VI, 1895—1952), и леди Елизаветы Боуз-Лайон (1900—2002). Её дедушки и бабушки: по отцу — король Георг V (1865—1936) и королева Мария, принцесса Текская (1867—1953); по матери — Клод Джордж Боуз-Лайон, граф Стратмор (1855—1944), и Сесилия Нина Кавендиш-Бентинк (1862—1938).
Принцесса Елизавета Александра Мария родилась при помощи кесарева сечения 21 апреля 1926 года в 2:40 ночи в лондонском районе Мейфэр в резиденции графа Стратмора на Брютон-стрит, дом № 17. При родах, во избежание подмены младенца, присутствовал министр внутренних дел Уильям Джойнсон-Хикс. Своё имя принцесса получила в честь матери (Елизавета), бабушки (Мария) и прабабушки (Александра). Крестины принцессы Елизаветы прошли 29 мая под руководством архиепископа Йоркского Космо Гордона Лэнга в часовне Букингемского дворца, позднее разрушенной в годы войны. В семье Елизавету называли уменьшительным именем Лилибет.

В начале 1927 года родители Елизаветы отправилась в Австралию для участия в церемонии открытия парламента в Канберре. Прошло порядка шести месяцев, прежде чем юная принцесса вновь увидела своих родителей (за это время она отпраздновала свой первый день рождения и сделала первые шаги). Нянечкой Елизаветы была Клара Найт, которая также ухаживала и за её матерью. 27 июня 1927 года принцесса впервые появилась на балконе Букингемского дворца по случаю возвращения родителей из турне по странам Содружества. Тогда же был приобретён четырёхэтажный дом неподалёку от Букингемского дворца по адресу Пикадилли, 145, в котором королевская семья проживала в последующие девять лет.
Осенью 1928 года в замке Балморал принцессу навестил Уинстон Черчилль, впоследствии описав её так:

«У неё (ред. — принцессы Елизаветы) был властный вид и вдумчивость — поразительные [качества] для младенца». Оригинальный текст (англ.)«She had an air of authority and reflectiveness astonishing in an infant».
29 апреля 1929 года был выпущен очередной номер американского журнала «Time», на обложке которого была изображена трёхлетняя принцесса Елизавета.
21 августа 1930 года родилась единственная сестра Елизаветы — принцесса Маргарет.
Елизавета получила хорошее домашнее образование под руководством матери и гувернантки Мэрион Кроуфорд, в основном гуманитарной направленности — изучала историю, британскую конституцию (историю конституционного права Великобритании принцессе преподавал ректор Итонского колледжа сэр Генри Мартин), правоведение, религиоведение, искусствоведение, литературу, музыку, а также (фактически самостоятельно) французский язык. С юных лет Елизавета интересовалась лошадьми и занималась верховой ездой, этому увлечению она была верна многие десятилетия.
При рождении Елизавета, будучи дочерью герцога Йоркского, стала принцессой Йоркской и была третьей в линии наследования престола после своего дяди Эдуарда, принца Уэльского (будущего короля Эдуарда VIII), и отца. Поскольку принц Эдуард был достаточно молод и, как считалось, должен был жениться и завести детей, изначально Елизавета не рассматривалась как реальный кандидат на престол. Однако Эдуард был вынужден отречься от престола спустя одиннадцать месяцев после смерти Георга V, случившейся в январе 1936 года. Королём стал принц Альберт (Георг VI), а 10-летняя Елизавета стала наследницей трона и переехала с родителями из Кенсингтонского дворца в Букингемский дворец. При этом она оставалась в статусе «heir presumptive» («предполагаемый наследник»), и в случае рождения у Георга VI сына престол наследовал бы он.
Вторая мировая война началась, когда Елизавете было 13 лет. Именно тогда лорд Хейлшем предложил эвакуировать принцесс Елизавету и Маргарет в Канаду из-за начавшихся воздушных бомбардировок Великобритании. Но их мать решительно отказалась, заявив, что 
«маленькие принцессы не поедут без меня. Я не оставлю короля. А король никогда не покинет страны».
 Большую часть войны юные принцессы провели в Виндзорском замке, расположенном вблизи Лондона.
13 октября 1940 года 14-летняя принцесса Елизавета впервые выступила по радио (в передаче «Детский час») — с обращением к детям, пострадавшим от бедствий войны. Она заявила:

Мы стараемся сделать всё возможное, чтобы помочь нашим доблестным морякам, солдатам и лётчикам, и мы также стараемся нести свою долю опасности и печали войны. Мы знаем, каждый из нас, что в конце концов всё будет хорошо.

В 1943 году состоялось её первое самостоятельное появление на публике — визит в полк гвардейских гренадеров. В 1944 году она стала одним из пяти «государственных советников» (лица, имеющие право выполнения функций короля в случае его отсутствия или недееспособности). В феврале 1945 года Елизавета по своей инициативе вступила во «Вспомогательную территориальную службу» — женские отряды самообороны — и прошла подготовку как механик-водитель санитарного автомобиля, получив воинское звание лейтенанта. Её военная служба продолжалась пять месяцев. Таким образом, принцесса Елизавета стала первой женщиной из королевской семьи, формально служившей в армии.
В 1947 году Елизавета сопровождала родителей в поездке по Южной Африке и в день своего 21-летия выступила по радио с торжественным обещанием посвятить свою жизнь службе Британской империи, заявив следующее:

Я хочу сейчас сделать одно заявление. Очень простое. Я заявляю перед всеми вами, что вся моя жизнь, будь она длинной или короткой, будет посвящена служению вам и той великой империи, к которой мы все принадлежим.

20 ноября 1947 года в Вестминстерском аббатстве состоялась свадьба 21-летней принцессы Елизаветы и 26-летнего Филиппа Маунтбеттена — офицера британского флота, участника Второй мировой войны, члена греческой и датской королевских семей и праправнука королевы Виктории. Они познакомились в 1934 году, а после своего посещения Британского королевского военно-морского колледжа в Дартмуте, где учился Филипп, в июле 1939 года, Елизавета полюбила его. Филипп обратил внимание на юную принцессу в годы войны, после чего между молодыми людьми началась оживлённая переписка. 9 июля 1947 года было официально объявлено об их помолвке. Накануне свадьбы с принцессой Филипп получил титул герцога Эдинбургского. Новобрачные получили 2500 свадебных подарков со всего мира.
В мае 1948 года принцесса Елизавета и принц Филипп совершили первый официальный зарубежный визит — в Париж.
Спустя год после свадьбы, 14 ноября 1948 года, у Елизаветы и Филиппа родился старший сын принц Чарльз, а 15 августа 1950 года дочь — принцесса Анна.
В течение 1951 года здоровье Георга VI ухудшилось, и Елизавета стала постепенно заменять его на общественных мероприятиях. В октябре 1951 года она вместе с Филиппом посетила с государственным визитом Канаду и США, встретившись в Вашингтоне с президентом США Гарри Трумэном.
В начале 1952 года принцесса Елизавета и Филипп отправились с визитом по странам Содружества, который был прерван смертью короля.

## Королева Великобритании

### 1950-е годы
Король Георг VI, отец Елизаветы, скончался 6 февраля 1952 года. Елизавета, в то время находившаяся вместе с мужем на отдыхе в Кении, была провозглашена королевой Великобритании. В этот день супруги находились в кенийской государственной резиденции Сагана Лодж, куда они вернулись после ночи, проведённой в отеле «Тритопс». Личный секретарь новой королевы Мартин Чартерис сообщил о смерти короля и, следовательно, о немедленном восшествии Елизаветы на престол её супругу Филиппу, передавшему новость уже непосредственно жене. Чартерис попросил её выбрать тронное имя; она предпочла оставаться Елизаветой. Таким образом, королева стала первым британским монархом после восшествия на престол Георга I, пребывавшим за пределами Великобритании в момент своего восшествия на престол и не знавшим точного времени своего восшествия на престол (поскольку её отец умер во сне в неизвестное время). 8 февраля 1952 года, сопровождаемая своим супругом Филиппом, Елизавета приняла присягу Тайного совета и подписала клятву престолонаследия. Час спустя герольдмейстер официально объявил о её вступлении на престол с балкона Сент-Джеймсского дворца; с последними его словами «Боже, храни королеву!» (англ. God save the Queen!) все флаги Лондона, приспущенные после смерти короля, одновременно поднялись вверх в честь новой королевы Великобритании.
9 апреля 1952 года королева Елизавета II издала прокламацию, согласно которой её потомки, хотя и не являются потомками королевы Виктории и принца Альберта по мужской линии, продолжают принадлежать к дому Виндзоров.
Церемония коронации Елизаветы II состоялась в Вестминстерском аббатстве 2 июня 1953 года. Это была первая коронация британского монарха, транслировавшаяся по телевидению (трансляция коронации шла в прямом эфире, её посмотрели 27 миллионов человек), и, как считается, это событие заметно способствовало росту популярности телевещания. 15 июня 1953 года в Портсмуте состоялся военно-морской парад по случаю восшествия на престол Елизаветы II, в котором участвовало более 250 английских судов и 22 иностранных корабля. Участвовал в параде и советский крейсер «Свердлов» во главе с капитаном 1-го ранга О. И. Рудаковым. От имени советского правительства Рудаков преподнёс королеве горностаевую мантию и был удостоен приглашения на танец с её стороны.
После этого в ноябре 1953 — мае 1954 года королева совершила шестимесячное турне по государствам Содружества, британским колониям и другим странам мира. Елизавета II стала первым монархом, посетившим Австралию и Новую Зеландию. Кроме этого, она посетила Фиджи, Тонга, Бермудские острова, Ямайку, Панаму, Кокосовые острова, Цейлон, Йемен (Аден), Уганду, Ливию, Мальту и Гибралтар, проделав путь в 64 000 километров.
Уже в первые годы своего правления, королева начала активно встречаться с мировыми лидерами и знаменитостями. В марте 1953 года Елизавета II устроила торжественный приём в Букингемском дворце в честь лидера социалистической Югославии Иосипа Броза Тито.
24 апреля 1953 года королева Елизавета II пожаловала премьер-министру Великобритании Уинстону Черчиллю членство в рыцарском ордене Подвязки, что дало ему право на титул «сэр». Через два года, 5 апреля 1955 года, Уинстон Черчилль подал в отставку по возрасту и состоянию здоровья с поста премьер-министра Великобритании. Правительство возглавил Энтони Иден.
22 апреля 1956 года Елизавета II приняла в Виндзорском замке Первого секретаря ЦК КПСС Никиту Хрущёва и председателя Совета министров СССР Николая Булганина. Аудиенция происходила в присутствии членов королевской семьи, премьер-министра Великобритании Энтони Идена, Чрезвычайного и полномочного посла СССР в Великобритании Я. А. Малика и Чрезвычайного и полномочного посла Великобритании в СССР Уильяма Хэйтера. По итогам встречи руководители СССР вручили королевской семье ряд подарков: королеве Елизавете II — коня ахалтекинской породы с убранством, бриллиантовую брошь с сапфиром, пелерину из соболей особого качества, картину Айвазовского «Морской берег» и шкатулку с изображением королевской семьи; принцу-консорту Филиппу — шкатулку с портретом королевы, ларец с набором вин, картину с изображением русской природы и тульский самовар; наследному принцу Чарльзу — коня арабской породы с убранством, комплект советских детских иллюстрированных книг и набор кондитерских изделий; принцессе Анне — шкатулку палехских мастеров (русские сказки), комплект советских детских иллюстрированных книг, 3-месячного живого медвежонка и набор кондитерских изделий; королеве-матери Елизавете — золотую брошь «Ландыш» с бриллиантами, ларец из уральских самоцветов и пелерину из соболей; принцессе Маргарет — палантин из соболей и бриллиантовую брошь с сапфиром.
29 октября 1956 года в лондонском кинотеатре «Эмпайр» Елизавета II встретилась с известной голливудской актрисой Мэрилин Монро.
Согласно рассекреченным в январе 2007 года документам Национального архива Великобритании, в 1956—1957 годах британское правительство Энтони Идена рассматривало «план G», предусматривавший расширение Содружества наций путём присоединения к нему скандинавских и других европейских стран (это должно было позволить создать европейскую зону свободной торговли и единый европейский рынок с центром в Лондоне). В это же время премьер-министр Франции Ги Молле направил секретное предложение Идену, в котором рассматривалась возможность вступления Франции и её колоний в состав Содружества наций, что формально делало Елизавету II главой Французского государства. Но реализовать это предложение не получилось из-за разразившегося в октябре 1956 года Суэцкого кризиса и отставки правительств в обеих странах.
В январе 1957 года, после отставки премьер-министра сэра Энтони Идена, ввиду отсутствия в Консервативной партии чётких правил выбора лидера, Елизавете II надлежало назначить нового главу правительства из числа консерваторов. После консультаций с видными членами партии и экс-премьер-министром Черчиллем, главой правительства был назначен 63-летний Гарольд Макмиллан.
В мае 1957 года королева приняла в Букингемском дворце бывшую первую леди и вдову 32-го президента США Франклина Рузвельта — Элеонору Рузвельт, а 14—20 октября этого же года Елизавета впервые в качестве царствующего монарха совершила визиты в США и Канаду (как королева Канады). В ходе этих визитов она выступила на сессии Генеральной ассамблеи ООН, встретилась с действующим на тот момент президентом США Дуайтом Эйзенхауэром и экс-президентом США Гербертом Гувером (был президентом США в 1929—1933 годах), а также присутствовала при открытии 23-й сессии канадского парламента (впервые в истории с участием британского монарха).
25 декабря 1957 года Елизавета стала первым британским монархом, поздравившим подданных с Рождеством по телевидению (с 1932 года монархи поздравляли подданных по радио).
В 1958 году Елизавета II первой в Великобритании сделала звонок по транкинговой связи (автоматическое распределение каналов связи между абонентами).
В целом, начало правления Елизаветы ознаменовалось подъёмом оптимистических настроений в Великобритании и странах Содружества: подданные связывали надежды на будущее с новым молодым монархом. На протяжении 1950-х годов молодая Елизавета II изображалась средствами массовой информации как гламурная «сказочная королева». После ужасов Второй мировой войны «новая Елизаветинская эпоха» считалась временем надежды, прогресса и достижений. Критика королевы в то время была крайне редкой. Первый критический отзыв в отношении Елизаветы II относится к августу 1957 года, когда в своём журнале National and English Review лорд Олтрингем опубликовал статью «Монархия сегодня». Он критиковал институт британской монархии за излишнюю аристократическую и классовую замкнутость, а стилистику выступлений самой королевы он сравнил с речами «педантичной школьницы». Тем не менее Олтрингем называл себя убеждённым сторонником конституционной монархии, которую всего лишь нужно реформировать. Но, несмотря на это уточнение, его статья была подвергнута резкой критике со стороны большинства прессы и общественных деятелей.

### 1960-е годы
8 февраля 1960 года по инициативе Елизаветы II и принца-консорта Филиппа была издана прокламация, согласно которой было решено изменить личную фамилию своих наследников, не меняя фамилию династии Виндзоров (которую носят другие потомки короля Георга V, утвердившего её в 1917 году в качестве личной и династической взамен прежней — Саксен-Кобург-Готский). С тех пор все дети королевы носят личную фамилию Маунтбеттен-Виндзоры. Через 11 дней, 19 февраля, у королевы родился третий ребёнок — принц Эндрю. Он стал первым за 103 года ребёнком, родившимся у правящего монарха (после рождения принцессы Беатрисы у королевы Виктории в 1857 году).
В 1961 году королева продолжила свои путешествия, совершив визиты на Кипр, в Ватикан, Турцию, Индию, Пакистан, Непал, Иран, Италию, а также Гану.
5 июня 1961 года Елизавета II приняла в Букингемском дворце чету Кеннеди — президента США Джона Кеннеди и его жену Жаклин.
15 июля 1961 года королева Великобритании Елизавета II приняла в Букингемском дворце первого космонавта в мире Юрия Гагарина. В честь него был устроен ланч, на котором присутствовали сама королева, её муж Филипп и их дети — принц Чарльз, принцесса Анна, принц Эндрю (ему на тот момент исполнился всего год), а также дядя принца Филиппа лорд Луис Маунтбеттен и сестра королевы принцесса Маргарет.
В октябре 1963 года, после отставки премьер-министра Макмиллана, по его совету Елизавета назначила премьером Александра Дуглас-Хьюма. В этом же году она посетила с официальным визитом Австралию и социалистическую Югославию, в 1964 — Канаду, а в 1965 — Западную Германию.
10 марта 1964 года родился последний ребёнок Елизаветы II принц Эдвард. В октябре этого же года на парламентских выборах одержал победу лейборист Гарольд Вильсон, что сделало его первым премьер-министром от Лейбористской партии при правлении королевы.
24 января 1965 года скончался бывший премьер-министр Великобритании Уинстон Черчилль, в честь чего был объявлен общенациональный траур. На похоронах Черчилля присутствовала вся королевская семья, что было знаком высшего уважения к покойному. В мае этого же года Великобританию посетили члены семьи Кеннеди — Жаклин Кеннеди с детьми Джоном и Кэролайн, а также братья погибшего президента Роберт и Эдвард. Они встретились с королевской семьёй и открыли мемориальные объекты: памятник Джону Кеннеди в Лондоне и мемориал в Раннимеде; кроме того, был учреждён Мемориальный фонд Кеннеди.
26 октября 1965 года Елизавета II наградила орденом Британской империи (англ. The Most Excellent Order of the British Empire) участников знаменитой рок-группы («ливерпульской четвёрки») The Beatles. Четыре года спустя один из участников группы Джон Леннон отослал свою награду обратно в знак протеста против поддержки британским правительством американского участия во Вьетнамской войне.
К концу 1960-х годов начала всё чаще ставиться под сомнение ценность института монархии, однако престиж королевы и её семьи по-прежнему оставался высоким. В 1969 году BBC сняла документальный фильм о повседневной жизни Виндзоров «Королевская семья» (его посмотрели 23 миллиона человек) и показала в прямом эфире инвеституру наследника британского престола — принца Чарльза, что стало частью мероприятий по модернизации института монархии, которую Елизавета стремилась сделать максимально «народной». Подобные мероприятия продемонстрировали общественности готовность династии Виндзоров к открытости, что вызывало положительные отзывы в прессе. В этом же году Елизавета приняла в Букингемском дворце американского астронавта и первого человека, высадившегося на Луне, Нила Армстронга.

### 1970-е годы
В 1970 году Елизавета II встретилась с президентом США Ричардом Никсоном и совершила тур по Австралии и Новой Зеландии. Во время этого путешествия королева и её муж ввели новую практику общения с подданными — «королевскую прогулку» (англ. royal walkabout). Королевская чета прогуливалась по улицам городов и общалась с огромным количеством простых людей. Начиная с этого турне, королева в основном стала носить на публике однотонные пальто и декоративные шляпы, которые позволяли ей быть легко замеченной в толпе.
В 1971 году королева приняла в Букингемском дворце японского императора Хирохито, а в середине октября следующего года она вместе с принцем Филиппом и их дочерью принцессой Анной совершила государственный визит в социалистическую Югославию, где они встретились с лидером страны Иосипом Брозом Тито.
В 1974 году начал назревать политический кризис после выборов в парламент, в результате которых ни одна из партий не получила большинства голосов. Хотя крупнейшей партией в парламенте оказалась Консервативная партия во главе с действующим главой правительства Эдвардом Хитом, премьер-министром был вновь назначен лидер лейбористов Гарольд Вильсон. Через год также произошёл политический кризис в Австралии, в ходе которого Елизавета II отказалась отменить решение генерал-губернатора Джона Керра об отставке премьер-министра Гофа Уитлэма.
В 1975 году Елизавета II посетила с официальным визитом Японию, став первым британским монархом, посетившим эту страну.
26 марта 1976 года Елизавета II стала первым главой государства, который использовал электронную почту, отправив своё первое электронное письмо. Она отправила сообщение через ARPANET (предшественник Интернета) на конференции по информационным технологиям в Королевском исследовательском учреждении, находящемся в Малверне (графство Вустершир).
В начале апреля 1976 года премьер-министр Великобритании Гарольд Вильсон ушёл в отставку, а новым главой правительства стал однопартиец Вильсона Джеймс Каллагэн.
В июле 1976 года Елизавета II торжественно открыла (как королева Канады) XXI Олимпийские игры в Монреале, а ещё до их открытия она отправилась с визитом в США, где встретилась с американским президентом Джеральдом Фордом и приняла участие в праздновании 200-летия независимости США.
1977 год стал значимой датой для королевы — отмечалось 25-летие пребывания Елизаветы II на британском престоле (Серебряный юбилей), в честь чего было проведено множество торжественных мероприятий в странах Содружества. Торжества вновь подтвердили популярность королевы, несмотря на негативное освещение в прессе развода принцессы Маргарет с её мужем. В мае этого же года она приняла в Букингемском дворце президента США Джимми Картера.
15 ноября 1977 года родился первый внук королевы и принца Филиппа — Питер Филиппс, сын принцессы Анны.
В июне 1978 года королева приняла в Букингемском дворце президента социалистической Румынии Николае Чаушеску и его жену Елену, посещавших Великобританию с трёхдневным государственным визитом.
3 мая 1979 года на парламентских выборах победу одержала Консервативная партия во главе с Маргарет Тэтчер, ставшей первой женщиной на посту премьер-министра Великобритании.

### 1980-е годы
В 1980 году Елизавета II посетила с официальным визитом Ватикан, где встретилась с Папой Римским Иоанном Павлом II. Визит королевы стал первым в истории визитом британского монарха в Ватикан.
В конце 1970-х — начале 1980-х годов на королевскую семью был совершён ряд покушений. В частности, 27 августа 1979 года произошло убийство террористами «Временной Ирландской республиканской армии» дяди принца Филиппа — влиятельного государственного деятеля и военачальника лорда Луиса Маунтбеттена. В мае 1981 года было перехвачено письмо со взрывчаткой, адресованное принцу Чарльзу, а в июне этого же года было сделано шесть выстрелов холостыми патронами из пистолета в сторону Елизаветы II во время военного парада в честь праздника «официального дня рождения» королевы.
29 июля 1981 года состоялась свадьба старшего сына Елизаветы II принца Чарльза и леди Дианы Спенсер, которая позже станет большой проблемой для королевской семьи.
В 1982 году после изменений в конституции Канады британский парламент утратил какую-либо роль в канадских делах, но британская королева всё же осталась главой Канадского государства. В этом же году состоялся первый за последние 450 лет визит папы римского Иоанна Павла II в Великобританию (королева, являющаяся главой англиканской церкви, принимала его лично). Через пять лет, в 1987 году, Елизавета публично поддержала политически противоречивое Мичское соглашение о широкой автономии канадской провинции Квебек, что вызвало критику со стороны противников предлагаемых изменений, включая бывшего канадского премьер-министра Пьера Трюдо. В результате, соглашение так и не было принято.
7—8 июня 1982 года королева принимала в Виндзорском замке президента США Рональда Рейгана и его жену Нэнси, ставших единственной в истории американской президентской четой, ночевавшей в Виндзоре. В феврале—марте следующего года Елизавета вместе с мужем нанесла ответный визит на калифорнийское ранчо американского президента.
21 июня 1982 года в лондонском госпитале Святой Марии принцесса Диана родила первого ребёнка — принца Уильяма, ставшего первым наследным принцем, родившимся вне королевского дворца. Через два года, 15 сентября 1984 года, у принца Чарльза и принцессы Дианы родился второй ребёнок — принц Гарри.
В январе 1986 года королева плыла в Австралию на своей яхте «Британия», когда стало известно о начале гражданской войны в бывшей британской колонии Аден. Елизавета сразу приказала войти в йеменские территориальные воды (как монарх она имела право это сделать без согласования) и приняла на борт 1068 человек эвакуированных, причём для этих людей по её распоряжению были предоставлены даже государственные апартаменты яхты. В середине октября этого же года Елизавета II и принц Филипп посетили с официальным визитом социалистический Китай, побывав в Пекине, Шанхае, Куньмине и Сиане, а также встретившись с руководителем страны Дэн Сяопином. Это было первое посещение Китая британским монархом.
7 апреля 1989 года Елизавета II приняла в Виндзорском замке Генерального секретаря ЦК КПСС Михаила Горбачёва и его жену Раису.
Во второй половине 1980-х годов в средствах массовой информации начали появляться сообщения о разногласиях между королевой и первой женщиной на посту британского премьер-министра Маргарет Тэтчер, постоянно опровергаемые представителями Букингемского дворца и правительства. Одним из примеров этих сообщений можно назвать публикацию в газете «The Sunday Times» от 20 июля 1986 года, в которой утверждалось, что королева недовольна политикой тэтчеризма. В частности, сообщалось, что королева была обеспокоена социальным расколом в обществе, высокой безработицей, подавлением шахтёрских забастовок и отказом правительства Тэтчер ввести санкции в отношении южноафриканского режима апартеида. Эта информация была незамедлительно опровергнута представителями Елизаветы II и Маргарет Тэтчер.
28 ноября 1990 года премьер-министр Великобритании Маргарет Тэтчер объявила о своём уходе в отставку. Правительство возглавил однопартиец Тэтчер — Джон Мейджор.
1980-е годы ознаменовались ростом пристального интереса и внимания средств массовой информации к личной жизни членов британской королевской семьи и усилением общественной критики в их адрес, поскольку частная жизнь детей королевы во многом была скандальной и давала пищу для таблоидов. К концу этого десятилетия королева и её семья превратились в объект для насмешек в сатирических телепередачах, что раньше было невозможно представить. Общую точку зрения таблоидов выразил редактор газеты «The Sun» Келвин Маккензи, сказавший своим сотрудникам следующие слова: «Дайте мне воскресенье, чтобы в понедельник выплеснуться на королевских особ. Если это неправда — не волнуйтесь до тех пор, пока не будет слишком много шума после этого». В своей статье от 20 сентября 1986 года редактор газеты «The Observer» писал: «Королевская мыльная опера достигла такого уровня общественного интереса, что граница между фактом и вымыслом была упущена из виду… Дело не только в том, что некоторые газеты не проверяют свои факты или не принимают опровержения: им всё равно, правдивы эти истории или нет».

### 1990-е годы
В мае 1991 года Елизавета первой из британских монархов выступила на совместной сессии палат Конгресса США. В ходе этого визита королева встретилась с президентом США Джорджем Бушем-старшим.
1992 год стал «ужасным годом» (лат. annus horribilis), по определению самой Елизаветы II. 12 марта 1992 года Маврикий официально стал республикой и формально лишил королеву статуса главы государства в данной стране, 19 марта было объявлено о намерении принца Эндрю развестись с Сарой Фергюсон, 28 апреля стало известно о разводе принцессы Анны с Марком Филлипсом, во время октябрьского государственного визита в Германию разгневанные демонстранты в Дрездене забросали королевский кортеж яйцами, 20 ноября произошёл Пожар в Виндзорском замке (пострадало более 100 комнат, ущерб составил 37 млн фунтов стерлингов), а 9 декабря премьер-министр Джон Мейджор объявил в Палате общин о раздельном проживании («дружественном расставании») принца Чарльза и принцессы Дианы. Также на королеву была распространена обязанность по выплате подоходного налога (с апреля 1993 года), заметно сократилось финансирование королевского двора, произошло открытие Букингемского дворца для экскурсий и сокращение цивильного листа. Год закончился судебным разбирательством, поскольку королева подала в суд на таблоид «The Sun» за нарушение авторских прав, когда издание опубликовало текст ежегодного рождественского обращения королевы за два дня до его трансляции. Газета была вынуждена заплатить ей судебные издержки и пожертвовала 200 000 фунтов стерлингов на благотворительность. За четыре года до этого Елизавета подала в суд на это издание за то, что они без её ведома опубликовали фотографию, которая должна была появиться на королевских рождественских открытках.
6 мая 1994 года британская королева и президент Франции Франсуа Миттеран приняли участие в открытии тоннеля под проливом Ла-Манш. 17—20 октября этого же года королева Великобритании Елизавета II с единственным государственным визитом посетила Россию (первым для британских монархов со времён прадеда королевы Эдуарда VII, который в 1908 году встречался с императором Николаем II на яхте «Штандарт» в российских водах). В ходе визита королева Великобритании посетила такие исторические и культурные места Москвы и Санкт-Петербурга, как Государственный музей Эрмитаж (оставив запись в книге почётных гостей музея), Петропавловскую крепость, английскую спецшколу № 1239 (бывшую № 20) в Москве, Московский Кремль, Красную площадь, центр по реабилитации детей-инвалидов НИИ протезирования им. Г. Альбрехта, Большой театр, а также открыла мемориальный камень на строительной площадке нового здания британского посольства в Москве и встретилась с президентом России Борисом Ельциным.
1990-е годы стали временем роста республиканских настроений в Великобритании и нарастающей общественной критики института монархии. В своей речи от 24 ноября 1992 года по поводу 40-летнего пребывания на престоле (рубинового юбилея) королева сказала, что любое учреждение (в том числе и монархия) должно ожидать критики, но предложила сделать это с «оттенком юмора, мягкости и понимания». Много неприятностей доставлял разваливающийся брак принца Чарльза и принцессы Дианы. В конце декабря 1995 года, после консультаций со своим мужем, архиепископом Кентерберийским (Джорджем Кэри) и личным секретарём Робертом Феллоузом, королева написала письма Чарльзу и Диане с призывом развестись. 28 августа 1996 года по настоянию королевы между принцем Чарльзом и принцессой Дианой был подписан официальный развод. Через год, 31 августа 1997 года, Диана трагически погибла в автокатастрофе в Париже. Событие стало потрясением не только для королевской семьи, но и для миллионов обычных британцев. За сдержанность и отсутствие какой-либо публичной реакции на гибель бывшей невестки в первые пять дней после трагедии на королеву сразу же посыпались критические замечания, которые стали самыми массовыми за всё её правление. Тем не менее популярность Елизаветы вновь восстановилась после её телевизионного обращения в прямом эфире от 5 сентября 1997 года, посвящённого памяти принцессы Дианы и транслировавшегося за день до её похорон.
20 ноября 1997 года королева и её супруг устроили приём в Банкетинг-хаусе по случаю золотой годовщины своей свадьбы (50 лет). В своей речи Елизавета назвала принца Филиппа своей «поддержкой и опорой». 11 декабря этого же года королевская яхта «Британия» была официально выведена из состава флота, поставлена в порт Лейт и в дальнейшем стала музеем, причём пришедшее в 1997 году к власти лейбористское правительство Тони Блэра отказалось предоставить королеве новый корабль (при этом предыдущее правительство предполагало это сделать в случае своей победы на выборах). В этом же году появился официальный сайт Букингемского дворца.
В 1999 году королева заблокировала законопроект о военных действиях в Ираке, ссылаясь на акт королевского согласия. Этот законопроект должен был передать все полномочия по руководству военными действиями парламенту и таким образом затрагивал права монарха.

### 2000-е годы
В 2002 году были проведены торжественные мероприятия в честь 50-летия пребывания Елизаветы II на британском престоле (Золотой юбилей), ознаменовавшие восстановление популярности и репутации института британской монархии в глазах общественности. В этом же году скончались сестра королевы принцесса Маргарет (9 февраля 2002) и вдовствующая королева-мать — королева Елизавета (30 марта 2002). В том же году королева впервые посетила британскую мечеть — исламский центр в Сканторпе (Линкольншир). Кроме того, Елизавета II стала первым членом королевской семьи, получившим золотой диск: запись концерта «Вечеринка во дворце», устроенного в честь 50-летнего юбилея её царствования, разошлась 100-тысячным тиражом.
25 июня 2003 года Елизавета II устроила торжественный приём в Букингемском дворце в честь президента России Владимира Путина и его жены Людмилы. Стороны обменялись подарками. Путину королева подарила специальное издание альбома «Королевские сокровища», а его жене — флакон духов с гравировкой. В ответ королеве подарили картину современного российского художника, а принцу Филиппу — морской военно-церемониальный кортик. Интересным является тот факт, что Путин опоздал на встречу с королевой на 12 минут. В ответ Елизавета II явилась на проводы Путина при его отъезде с опозданием ровно на 12 минут.
9 апреля 2005 года старший сын королевы принц Чарльз женился во второй раз: на своей давней любовнице, отношения с которой поддерживал и до брака, и во время него, — Камилле Паркер Боулз (урождённой Шанд). Церемония бракосочетания совершалась в гражданском, а не церковном порядке — впервые в истории британской королевской семьи. По браку с Чарльзом Камилла получила все его титулы, но предпочитала не использовать свой титул принцессы Уэльской во избежание неприятных ассоциаций с покойной принцессой Дианой. Вместо него она использовала титул герцогини Корнуольской (в Англии) и Ротсейской (в Шотландии).
Несмотря на хорошее здоровье для своего возраста, в 2003 году королева перенесла операцию на обоих коленях. В октябре 2006 года она пропустила открытие нового лондонского стадиона «Эмирейтс» из-за растяжения мышц спины, которое беспокоило её с лета.
3—8 мая 2007 года Елизавета II и принц Филипп нанесли визит в США, чтобы отпраздновать 400-летие со дня основания форта Джеймстаун в Вирджинии. В ходе этого визита королевская чета встретилась с президентом США Джорджем Бушем-младшим.
27 мая 2007 года газета «The Daily Telegraph» со ссылкой на неназванные источники сообщила, что королева была «раздражена и разочарована» политикой британского премьер-министра Тони Блэра в отношении Ближнего Востока и сельского хозяйства. В частности, сообщалось, что Елизавета II «глубоко озабочена» усилиями правительства Блэра по введению запрета охоты на лис, реформированию Палаты лордов и участию британских вооружённых сил в войнах в Афганистане и Ираке. Но в то же время отмечалось, что Елизавета высоко ценит «усилия Блэра по достижению мира в Северной Ирландии». 27 июня этого же года Тони Блэр объявил о своём уходе в отставку. Новым премьер-министром стал однопартиец Блэра Гордон Браун.
20 ноября 2007 года королева стала первым британским монархом, отпраздновавшим бриллиантовую свадьбу (60 лет). Ровно через месяц, 20 декабря, она стала старейшим британским монархом в истории, обогнав свою прапрабабушку королеву Викторию (1819—1901).
20 марта 2008 года королева посетила благотворительную религиозную церемонию раздачи денег Монди, проходившую на Великий четверг в англиканском соборе Святого Патрика (город Арма, Северная Ирландия). Это была первая подобная церемония, проходившая за пределами Англии или Уэльса.
4 марта 2009 года премьер-министр Великобритании Гордон Браун в ходе своего визита в США объявил о том, что Елизавета II наградила сенатора Эдварда Кеннеди (самый младший и единственный остававшийся в живых из братьев Кеннеди на тот момент) почётным рыцарским титулом за службу на благо американо-британских отношений и вклад в урегулирование конфликта в Северной Ирландии (ирландец по происхождению, Кеннеди основал в 1981 году объединение Друзей Ирландии, состоящее из членов Конгресса США и выступающее за урегулирование конфликта в Ольстере). Поскольку Кеннеди являлся гражданином США, его рыцарство было почётным, и он не использовал приставку «сэр» перед своим именем. Рыцарским титулом Эдвард Кеннеди пользовался недолго, так как через 5 месяцев он скончался от рака мозга.
1 апреля 2009 года Елизавета II приняла в Букингемском дворце лидеров стран «Большой двадцатки», участвовавших в лондонском саммите — президента США Барака Обаму, президента России Дмитрия Медведева, канцлера Германии Ангелу Меркель, президента Франции Николя Саркози, премьер-министра Италии Сильвио Берлускони и др.

### 2010-е годы
2010-е годы ознаменовались принятием нормативных актов, которые лишили британскую монархию ряда полномочий (некоторыми из них она фактически давно не пользовалась). В 2015 году вступил в силу парламентский акт, принятый ещё в октябре 2011 года, который установил точные сроки работы парламента и даты очередных выборов, что лишило королеву привилегии роспуска парламента (королева теперь может распустить парламент только при поддержке 2/3 Палаты общин) (см. статью Собственность Короны). Кроме того, в декабре 2012 года был утверждён новый закон, изменяющий порядок престолонаследования, по которому мужчины-наследники теряют приоритет над женщинами.
6 мая 2010 года на парламентских выборах победу одержала Консервативная партия во главе с Дэвидом Кэмероном, ставшим новым премьер-министром. 28 июня — 6 июля этого же года Елизавета посетила Канаду, а 6 июля она во второй раз выступила на заседании Генеральной ассамблеи ООН. Представляя королеву, генеральный секретарь ООН Пан Ги Мун назвал её «спасительным якорем нашей эпохи». Во время последующего визита в Нью-Йорк королева официально открыла мемориальный сад, посвящённый британским жертвам терактов 11 сентября 2001 года.
29 декабря 2010 года родилась первая правнучка королевы — Саванна Филлипс, внучка принцессы Анны.
29 апреля 2011 года в Вестминстерском аббатстве прошла свадьба принца Уильяма (внука Елизаветы II) и Кэтрин Миддлтон. По случаю бракосочетания им были предоставлены титулы герцога и герцогини Кембриджских. 17—20 мая этого же года состоялся первый в истории государственный визит британского монарха в независимую Ирландию, а через несколько дней королева устроила торжественный приём в Букингемском дворце в честь президента США Барака Обамы и его жены Мишель. 19—29 октября 2011 года королева совершила свой 16-й и последний визит в Австралию.
27 июля — 12 августа 2012 года в Лондоне прошли XXX Олимпийские игры, торжественно открытые Елизаветой II. Телевизионную трансляцию церемонии открытия летних Олимпийских игр в Лондоне начинал ролик с участием Джеймса Бонда (Дэниел Крейг) и королевы (камео). В конце ролика они оба прыгают с парашютами из вертолёта над ареной Олимпийского стадиона. 4 апреля 2013 года за данную роль королеве была вручена премия BAFTA, за лучшее исполнение роли девушки Джеймса Бонда.
В этом же году в Великобритании и других странах Содружества торжественно отмечался 60-летний («бриллиантовый», или «алмазный») юбилей пребывания Елизаветы II на престоле. В послании, опубликованном в годовщину своего вступления на престол (6 февраля), Елизавета писала:

В этот особенный год я вновь посвящаю себя служению вам и надеюсь, что мы все вспомним о ценности единения и созидательной силе семьи, дружбы и добрососедства, примеры которого я была счастлива видеть в течение моего правления… Я также надеюсь, что этот юбилейный год станет временем для того, чтобы поблагодарить за большие успехи, достигнутые с 1952 года, и смотреть в будущее с ясной головой и тёплым сердцем.

Она и её муж совершили обширное турне по Соединённому Королевству, в то время как дети и внуки отправились в королевские туры по другим государствам Содружества от её имени. Одним из запоминающихся моментов для мировой общественности стало посещение королевской четой церемонии бракосочетания Фрэнсис и Джона Кэннингов — владельцев парикмахерских салонов из Манчестера, чья свадьба проходила в местной мэрии. Кульминацией праздничных мероприятий стали выходные дни 3-4 июня 2012 года:
- 3 июня на Темзе состоялся торжественный водный парад из более чем тысячи судов и лодок. Считается, что это наиболее грандиозная речная процессия в истории;
- 4 июня 2012 на площади перед Букингемским дворцом состоялся концерт с участием таких звёзд британской и мировой музыки, как Пол Маккартни, Робби Уильямс, Клифф Ричард, Элтон Джон, Грейс Джонс, Стиви Уандер, Энни Леннокс, Том Джонс и другие. Организатором вечера стал солист группы Take That Гэри Барлоу.

20 ноября 2012 года королева и её супруг герцог Эдинбургский отпраздновали 65-ю годовщину своей свадьбы, а 18 декабря этого же года Елизавета II впервые за время своего правления посетила заседание британского Кабинета министров. До этого последний раз заседание правительства посещал её отец Георг VI во время Второй мировой войны. Через неделю, 25 декабря 2012 года по телевидению была показана рождественская речь королевы, которая впервые транслировалась в формате 3D.
3 марта 2013 года Елизавета была госпитализирована в качестве меры предосторожности с симптомами гастроэнтерита в лондонскую больницу имени короля Эдуарда VII. На следующий день она вернулась в Букингемский дворец. Неделю спустя подписала новую Хартию Содружества. В этом же году Елизавета II впервые за 40 лет отказалась поехать на саммит глав государств Содружества наций, проходивший в Шри-Ланке. Британию на саммите представлял принц Чарльз, что было воспринято как свидетельство постепенной передачи полномочий от Елизаветы к сыну.
22 июля 2013 года у принца Уильяма и Кэтрин родился первый ребёнок — принц Джордж Кембриджский, являющийся одним из правнуков британской королевы. 2 мая 2015 года у них родился второй ребёнок — принцесса Шарлотта, а 23 апреля 2018 года на свет появился третий ребёнок — принц Луи.
С 23 января 2015 года, после смерти короля Саудовской Аравии Абдаллы ибн Абдул-Азиза Аль Сауда, Елизавета II стала старейшим по возрасту из действующих монархов в мире. 9 сентября 2015 года Елизавета II стала самым долгоправящим правителем Британии за всю её историю, а в апреле следующего года в Великобритании был торжественно отпразднован 90-летний юбилей королевы. В честь этого Елизавета II отправила своё сообщение в Twitter тем, кто поздравил её с днём рождения.
23 июня 2016 года состоялся референдум о членстве Великобритании в Европейском союзе, по итогам которого 51,89 % граждан Великобритании проголосовали за выход страны из Евросоюза. На фоне итогов референдума британский премьер-министр Дэвид Кэмерон 13 июля этого же года объявил о своём уходе в отставку. Правительство возглавила министр внутренних дел Тереза Мэй, ставшая второй женщиной в истории Великобритании, занявшей пост премьер-министра.
18 октября 2016 года в Букингемском дворце состоялась встреча королевы Елизаветы II и патриарха Московского и всея Руси Кирилла.
С 13 октября 2016 года, после кончины короля Таиланда Пхумипона Адульядета, стала самым долгоправящим из действовавших на тот момент глав государств в мире. 6 февраля 2017 года королева стала первым британским монархом, отметившим Сапфировый юбилей (65 лет) своего правления. К этой дате Королевский монетный двор выпустил в обращение серию монет с профилем королевы. 20 ноября 2017 года Елизавета II и её супруг принц Филипп (4 мая 2017 года Букингемский дворец официально объявил об уходе Филиппа со 2 августа от исполнения большинства королевских обязанностей в связи с преклонным возрастом) стали первой королевской четой, отпраздновавшей платиновую годовщину своей свадьбы (70 лет). Их королевский брак стал самым долгим в британской истории.
С 21 ноября 2017 года, после отставки президента Зимбабве Роберта Мугабе, стала старейшим действующим главой государства в мире. 20 апреля 2018 года лидеры стран Содружества наций объявили о том, что преемником королевы на посту главы Содружества станет принц Чарльз. Елизавета II заявила о своём «искреннем желании» в том, чтобы Чарльз сменил её в роли главы Содружества.
В марте 2018 года королева перенесла операцию по удалению катаракты. Через год, в марте 2019 года, она решила отказаться от вождения автомобиля на дорогах общего пользования из-за аварии с участием её мужа двумя месяцами ранее.
19 мая 2018 года в часовне Святого Георгия при Виндзорском замке состоялась свадьба принца Гарри (второго внука Елизаветы II) и Меган Маркл. По случаю бракосочетания им были дарованы титулы герцога и герцогини Сассекских. Почти через год, 6 мая 2019 года, у принца Гарри и Меган Маркл родился первый ребёнок — Арчи Харрисон Маунтбеттен-Виндзор, ставший восьмым правнуком Елизаветы II и принца-консорта Филиппа.
2 июня 2018 года исполнилось 65 лет со дня коронации Елизаветы II. К этой дате в обращение была выпущена памятная инвестиционная золотая монета 10 фунтов, на обеих сторонах которой изображён профиль королевы. Кроме того, был подготовлен документальный фильм «Коронация».
13 июля 2018 года королева Великобритании Елизавета II приняла в Виндзорском замке президента США Дональда Трампа и его супругу Меланию. Во время встречи Дональд Трамп подарил королеве традиционную шотландскую чашку куэйч в американском стиле (неглубокая чашка для питья с двумя ручками), а её правнукам (принцу Джорджу, принцессе Шарлотте и новорождённому принцу Луи) были подарены ковбойские седла ручной работы. Елизавета II, в свою очередь, подарила Первой леди США флакон духов, сделанный на заказ личным парфюмером королевы Дж. Флорисом.
24 мая 2019 года премьер-министр Великобритании Тереза Мэй объявила о том, что в ближайшее время она уйдёт в отставку с постов премьер-министра и лидера Консервативной партии. 23 июля этого же года стало известно, что Борис Джонсон (бывший мэр Лондона и бывший министр иностранных дел) одержал победу на выборах лидера Консервативной партии. В связи с этим, на следующий день Тереза Мэй объявила о своём уходе в отставку с поста премьер-министра. Новым премьер-министром Великобритании стал Борис Джонсон.

### 2020-е годы
9 января 2020 года внук королевы Елизаветы принц Гарри и его жена Меган сообщили, что слагают с себя основные обязанности, связанные с королевской семьёй, и будут стремиться к финансовой независимости. Через несколько месяцев они переехали в США.
31 января 2020 года Великобритания официально завершила свой выход из Европейского союза.
19 марта 2020 года королева и герцог Эдинбургский переехали в Виндзорский замок и изолировались там в качестве меры предосторожности из-за распространения пандемии коронавируса в Великобритании. Общественные мероприятия были отменены, а Виндзорский замок следовал строгому санитарному протоколу, получившему название «HMS Bubble». 5 апреля Елизавета II выступила с обращением к нации, в котором она заявила: «Мы должны утешаться тем, что хотя нам ещё предстоит многое пережить, лучшие дни возвратятся. Мы снова будем с нашими друзьями, с нашими родственниками, мы снова встретимся». Это было её пятое внеочередное обращение к народу за 68 лет правления (предыдущие внеочередные обращения были посвящены войне в Персидском заливе, трагической гибели принцессы Дианы, смерти королевы-матери и празднованию 60-летнего юбилея правления королевы), которое посмотрели в прямом эфире 24 миллиона жителей Соединённого Королевства. Выступление транслировалось по телевидению, радио и в социальных сетях.
8 мая, в 75-ю годовщину Дня победы в Европе, королева снова обратилась к нации в 9 часов вечера, как раз в то время, когда её отец Георг VI выступал с обращением в 1945 году, и попросила людей «никогда не сдаваться, никогда не отчаиваться». 15 октября она провела своё первое публичное мероприятие с марта и посетила Лабораторию оборонной науки и техники в Портон-Дауне, чтобы официально открыть Центр энергетического анализа, посвящённый научным исследованиям и анализу с целью защиты Великобритании от террористических и криминальных угроз, связанных со взрывчатыми веществами. 4 ноября она впервые появилась в маске во время частного паломничества к могиле Неизвестного солдата в Вестминстерском аббатстве, чтобы отметить столетие его погребения. В том же месяце из-за роста риска заражения коронавирусом Елизавета II и принц Филипп вернулись в Виндзорский замок, где 20 ноября они отпраздновали 73-ю годовщину своей свадьбы. 9 января 2021 года Букингемский дворец объявил, что королева и герцог Эдинбургский получили первую дозу вакцины против COVID-19. В конце марта этого же года она получила вторую дозу вакцины перед своим первым личным публичным мероприятием в 2021 году.
7 марта 2021 года принц Гарри и его супруга Меган Маркл дали двухчасовое телеинтервью американской телеведущей Опре Уинфри. В нём Меган заявила, что, когда она была беременна сыном Арчи, ей сообщили, что ему не будет положен титул принца, поэтому он не получит охрану, как остальные члены королевской семьи. По мнению Меган, это стало грубым нарушением традиций. Кроме того, якобы «были ещё опасения и разговоры о том, насколько тёмной будет его кожа после рождения». По словам Меган, после того как она стала членом королевской семьи, она чувствовала себя одинокой и была вынуждена хранить молчание, её «постоянно» посещали мысли о самоубийстве. По словам Гарри, его родственники начали «ревновать» Меган, увидев, как легко она общается с людьми, и как тепло её принимают. Он заявил, что его беспокоило то, что история его матери, принцессы Дианы, повторится с Меган. Это интервью мировые СМИ назвали самым сенсационным и критическим для института британской монархии с 1995 года, когда похожее интервью давала принцесса Диана. Но несмотря на громкие заявления, усиления критических отношения к династии Виндзоров не произошло. Более того, эффект интервью смягчили сами же принц Гарри и его супруга, в целом положительно отзывавшиеся о других членах королевской семьи и говорившие о том, что они «разделяют семью и институт монархии».
9 апреля 2021 года на 100-м году жизни в Виндзорском замке скончался муж королевы принц Филипп, герцог Эдинбургский. Их брачный союз длился больше 73 лет, став самым долгим королевским браком в британской истории. После смерти супруга Елизавета стала первым британским монархом, правившим в качестве вдовы или вдовца со времён королевы Виктории. Она отметила в частном порядке, что смерть супруга «оставила огромную пустоту». Из-за коронавирусных ограничений королева сидела на похоронах Филиппа в часовне Святого Георгия при Виндзорском замке вдали от других членов королевской семьи, и фотографии её сидения в одиночестве вызвали сочувствие людей по всему миру. В своём рождественском обращении 2021 года Елизавета отдала личную дань уважения и трогательно рассказала о своём «любимом Филиппе», сказав: «Этот озорной и пытливый огонёк был таким же ярким в конце, как и тогда, когда я впервые увидела его».
Несмотря на пандемию и недавнюю кончину мужа, 11 мая королева приняла участие в церемонии открытия британского парламента, 11 июня устроила приём для лидеров стран «Большой семёрки» (G7) в графстве Корнуолл в рамках 47-го саммита G7, а 13 июня приняла в Виндзорском замке очередного президента США Джозефа Байдена и его жену Джилл. Байден — 14-й президент США за время правления Елизаветы, при этом лично из этих 14-ти она не встречалась только с Линдоном Джонсоном. 5 июля 2021 года, в 73-ю годовщину основания Национальной службы здравоохранения Великобритании, королева объявила в личном рукописном послании, что NHS будет награждена Крестом Георга. «Эта награда присуждается всем сотрудникам NHS, бывшим и настоящим, во всех сферах здравоохранения в четырёх регионах страны», — говорится в послании королевы.
В первой половине 2021 года у Елизаветы II родилось трое правнуков: 9 февраля принцесса Евгения, младшая дочь Эндрю, герцога Йоркского, родила сына — Огаста Брусбэнка; 21 марта у Зары Тиндолл, старшей дочери принцессы Анны, родился сын Лукас Филипп Тиндолл; а 4 июня Меган, герцогиня Сассекская, супруга принца Гарри, родила дочь Лилибет Маунтбеттен-Виндзор. Во второй половине года, 18 сентября, принцесса Беатриса, старшая дочь принца Эндрю, родила дочь — Сиенну Элизабет Мапелли-Моцци.
12 октября 2021 года Елизавета впервые после операции на колене в 2004 году появилась на публике с тростью, когда она посещала благодарственный молебен в Вестминстерском аббатстве по случаю столетия Королевского британского легиона. 19 октября королева не пожелала принять звание «Старушка года», которое присуждает британский юмористический журнал для пожилых людей «The Oldie» во главе с телеведущим Джайлсом Брэндретом. Ответ помощника частного секретаря королевы журнал опубликовал полностью: «Её Величество считает, что человеку столько лет, на сколько он себя ощущает. Поэтому королева не думает, что соответствует критериям, необходимым для этого звания, и надеется, что вы найдёте более достойного получателя». Она была ненадолго госпитализирована 20 октября, отменив визит в Северную Ирландию по состоянию здоровья, но покинула больницу на следующий день. Госпитализация королевы была подтверждена дворцом после того, как издание «The Sun» сообщило об этом на своей первой странице. На той же неделе она отменила свои планы по поездке на 26-ю Конференцию ООН по изменению климата в Глазго, взяв отдых по совету своего врача и записав видеообращение к участникам саммита. Королева также впервые за 22 года не смогла присутствовать на воскресной службе памяти у лондонского Кенотафа в честь Дня памяти павших. 21 ноября, после возвращения к исполнению общественных обязанностей, она присутствовала в часовне Всех Святых (Виндзорский Большой парк, графство Беркшир) на крещении двух своих правнуков — сына принцессы Евгении Августа и сына Зары Тиндолл Лукаса.
30 ноября Барбадос официально стал республикой, формально лишив королеву статуса главы государства в данной стране.
6 февраля 2022 года Елизавета II стала первым монархом в британской истории, процарствовавшим 70 лет. 5 февраля, накануне этой даты, она провела приём в бальном зале Сандрингемского дворца для членов Сандрингемского отделения Женского института, местных пенсионеров и их семей, а также местных благотворительных организаций Little Discoverers и West Norfolk Befriending. Журналисты отметили, что на данном мероприятии королева появилась с тростью, которой раньше пользовался её муж принц Филипп. В своём послании по случаю 70-й годовщины восшествия на престол Елизавета вновь заявила о своей приверженности пожизненной службе народу, в чём она поклялась ещё в 1947 году.
20 февраля 2022 года Букингемский дворец объявил, что королева сдала положительный тест на COVID-19 и испытывает «лёгкие симптомы простуды», но, как ожидается, продолжит исполнять «лёгкие обязанности» в Виндзоре. «Она будет продолжать находиться под наблюдением врача и следовать всем рекомендациям», — говорится в заявлении. 22 февраля она отменила две виртуальные онлайн-аудиенции, а 23 февраля провела телефонный разговор с премьер-министром Борисом Джонсонсом на фоне растущего напряжения на российско-украинской границе. 28 февраля было официально объявлено, что Елизавета выздоровела и провела время со своей семьёй во Фрогморе (графство Беркшир).
6 марта стало известно, что королева сделала Виндзорский замок своей постоянной резиденцией и больше не вернётся в Букингемский дворец для постоянного проживания. 7 марта она провела аудиенцию с премьер-министром Канады Джастином Трюдо в Виндзорском замке, что стало её первым публичным мероприятием после заражения вирусом COVID-19. 14 марта королева не смогла присутствовать на ежегодной традиционной многоконфессиональной службе по случаю Дня Содружества в Вестминстерском аббатстве, которая была посвящена её Платиновому юбилею. Букингемский дворец официально заявил, что Елизавета бережёт силы для участия в мемориальной службе, посвящённой первой годовщине смерти её мужа принца Филиппа. На следующий день состоялась её встреча с генерал-губернатором Канады Мэри Саймон.
2—5 июня 2022 года состоялось празднование Платинового юбилея Елизаветы II — последнего из юбилеев её правления.
К концу своей жизни Елизавета II являлась рекордсменом среди всех британских монархов по возрасту и продолжительности пребывания на престоле. Она не намеревалась отрекаться от престола, хотя в связи с возрастом стала всё реже появляться на публике и начала постепенно передавать свои королевские обязанности принцу Чарльзу и другим членам семьи.

### Смерть и похороны
6 сентября, за два дня до своей смерти, Елизавета II приняла отставку Бориса Джонсона и назначила Лиз Трасс на пост премьер-министра Соединённого Королевства. В нарушение традиции встречи проходили в замке Балморал (где королева находилась в отпуске), а не в Букингемском дворце. 7 сентября Елизавета II должна была присутствовать на онлайн-заседании Тайного совета, проведение которого было отложено после того, как врачи посоветовали ей отдохнуть. В тот же день было опубликовано последнее публичное заявление королевы, в котором она принесла соболезнования пострадавшим в результате резни в Саскачеване.
8 сентября 2022 года Букингемский дворец объявил: «После дальнейшего обследования сегодня утром врачи королевы обеспокоены состоянием здоровья Её Величества и рекомендовали ей оставаться под наблюдением врача. Королева чувствует себя комфортно и находится в Балморале». Четверо детей королевы, а также её невестки и внуки принц Уильям и принц Гарри отправились к ней. Смерть Елизаветы была подтверждена в тот же день вечером. На момент смерти ей было 96 лет. Похороны Елизаветы II и другие мероприятия были предусмотрены разработанным заранее планом операции «Лондонский мост». В Шотландии была приведена в действие аналогичная операция «Единорог».
Новым королём стал старший сын Елизаветы принц Чарльз, который теперь будет именоваться Карлом III.
Так как королева скончалась в Шотландии, то, в соответствии с планом «Единорог», 12 сентября 2022 года в эдинбургском соборе Св. Эгидия состоялась первая часть государственных похорон: официальная церемония прощания с королевой, где члены её семьи по очереди отстояли почетный караул около гроба, облачённого в королевский штандарт и украшенного Короной Шотландии. После церемонии прощания в Шотландии гроб был отправлен спецрейсом британских ВВС в Англию.
Государственные похороны королевы Елизаветы II состоялись 19 сентября 2022 года в Вестминстерском аббатстве.
В них приняли участие 500 глав государств, как действующих, так и действовавших в прошлом, включая представителей всех королевских семей Европы. Приглашений не получили Афганистан, Венесуэла, Сирия, Беларусь, Мьянма и Россия. Северная Корея и Никарагуа были приглашены только на уровне послов, но не глав государств.
Тело королевы опустили в семейный склеп в часовне Святого Георгия в Виндзорском замке, рядом с её отцом, матерью и сестрой. Там же перезахоронили и её супруга.
25 ноября 2022 года биограф и доверенное лицо королевы Джайлз Брандрет заявил, что королева последние полтора года скрывала своё заболевание миеломой, от которого она и скончалась.

## Роль в политической и общественной жизни
В соответствии с британской традицией парламентарной монархии, Елизавета II выполняла в основном представительские функции, практически не оказывая влияния на управление страной. Однако в течение своего царствования она успешно поддерживала авторитет британской монархии. В её обязанности входили посещение различных стран с дипломатическими визитами, приём послов, встречи с высокопоставленными государственными лицами (особенно с премьер-министром), чтение ежегодных посланий парламенту, вручение наград, посвящение в рыцари и прочее. Также королева ежедневно просматривала основные британские газеты и отвечала при помощи слуг на некоторые письма, которые ей высылали в огромных количествах (200—300 шт. ежедневно). При этом существовала практика, при которой каждый день несколько писем выбирались наугад и зачитывались королеве, причём в этом случае она лично диктовала на них ответы. Кроме того, существовали другие формы общения королевы с подданными. Например, с 11 мая 1956 года практиковались небольшие неофициальные обеды королевы и её супруга с выдающимися людьми (обычно на них присутствовали 6—8 гостей и 2 придворных). Вообще при Елизавете формы общения монарха с подданными стали намного более разнообразными, чем при её предшественниках, чему способствовало развитие информационных технологий. Именно при ней британская монархия обзавелась страницами в Фейсбуке, Твиттере, Инстаграме и каналом на Ютубе, а также официальным сайтом.
При этом способы общения с подданными, установленные прежними монархами, также сохранялись. С 1860 года существует традиция чаепитий в парке Букингемского дворца, на которые гости отбираются разными благотворительными и иными общественными организациями случайным методом. На этих чаепитиях королева общалась с гостями свободно.
Елизавета сохранила практику обязательных встреч монарха с британскими премьер-министрами — каждый вторник в шесть часов вечера для разговора и обмена мнениями. Содержание этих аудиенций не разглашается, никаких записей на них не велось. Если обязательная еженедельная встреча не могла состояться, то королева и премьер-министр общались по специально выделенной телефонной линии, защищённой от прослушивания.
Видимо, эти встречи играли заметную роль в процессе принятия решений. В своих мемуарах Маргарет Тэтчер писала о своих еженедельных встречах с королевой Елизаветой:

Каждый, кто думает, что они [встречи] — простая формальность или социальная условность, глубоко ошибается. На самом деле они проходят в спокойной деловой атмосфере, и Её Величество всегда демонстрирует свою способность охватывать широкий круг проблем и свой большой опыт.— Thatcher, Margaret. The Path to Power. — HarperCollins, 1997
Королева была более осведомлена в большинстве вопросов, чем кажется на первый взгляд. Кроме того, она имела постоянные встречи с другими министрами и премьерами государств Содружества, когда они находились в Великобритании с визитом. Также во время своего пребывания в Шотландии она встречалась с первым министром Шотландии. Министерства и дипломатические представительства Великобритании присылали ей регулярные отчёты.
На протяжении своего пребывания на троне королева поддерживала корректные отношения со всеми премьер-министрами. При этом она всегда оставалась верна традиции английских королей новейшего времени — находиться над политическими схватками. Как конституционный монарх Елизавета II не должна была выражать публично свои политические симпатии или антипатии. Она всегда выполняла это правило, действуя в том числе и непублично, поэтому её политические взгляды остаются неизвестными.
Трижды за время своего правления королева имела конституционные проблемы с формированием британского правительства. В 1957 и в 1963 годах при отсутствии чёткого механизма избрания лидера в Консервативной партии именно королева должна была решить, кому поручить формирование правительства после отставок Энтони Идена и Гарольда Макмиллана. В 1957 году Энтони Иден отказался советовать королеве, кого назначить его преемником, и она обратилась за советом к Уинстону Черчиллю как к единственному из живых в то время консервативных премьеров (этот механизм принятия решения в данных, кризисных, условиях был избран, поскольку — что типично для британского права — ещё в 1923 году возник единственный — к 1957 году — прецедент, который и взяли за принципиальную основу, а именно: тогда, после отставки Эндрю Бонар Лоу король Георг V советовался с отцом лорда Солсбери и бывшим премьером Артуром Бальфуром). В 1963 году Гарольд Макмиллан сам советовал назначить своим преемником Александра Дуглас-Хьюма, а в 1974 году, после отставки Эдварда Хита в результате неясного исхода выборов, Елизавета II назначила премьер-министром лидера оппозиции Гарольда Вильсона. Во всех этих случаях королева действовала согласно британской конституционной традиции, по которой она не должна принимать никаких важных решений без совета своих министров и тайных советников.
Хотя было принято, что королева не вмешивалась в политику, но из-за того, что за своё долгое правление она имела возможность работать со многими премьерами и лидерами других стран, к её советам всегда относились внимательно.
Также Елизавета II активно занималась благотворительностью и общественной деятельностью. Королева Британии являлась попечителем более чем 600 различных общественных и благотворительных организаций.
Кроме обязанностей, Елизавета II также обладала определёнными неотъемлемыми правами как монарх (королевские прерогативы). Например, она могла отклонять кандидатуру премьер-министра, которая ей казалась неподходящей, и прочее. Эти прерогативы далеко не всегда являются простой формальностью. Например, прерогатива «право на консультацию, право поощрять и предостерегать» (англ. the right to be consulted, the right to encourage, the right to warn) выражается в том, что Елизавета получала целый ряд документов для изучения, которые ей собирал Тайный совет. Эти бумаги ежедневно в семь часов вечера привозят во дворец в красных коробках, после чего монарх их быстро просматривает, подчёркивая красным то, что ему не понравилось или непонятно, а уже в восемь часов утра следующего дня эти документы забирают. К замечаниям королевы обычно прислушивались. Кроме того, королева получала отчёты от 15 стран Содружества, с которыми знакомилась и которые отсылала обратно.

### Финансовые затраты
На содержание королевы тратились определённые средства (они до 2012 года назывались цивильным листом, который контролировался правительством).
- Так, по данным из Букингемского дворца, в 2008/9 финансовом году на содержание монархии каждый британец потратил 69 пенсов (1 доллар 14 центов), что в сумме составило 41,4 млн фунтов или 68,5 млн долларов (общая стоимость содержания королевской семьи выросла на 1,5 млн фунтов стерлингов). Также выросла стоимость королевских поездок — с 6,2 до 6,5 млн фунтов стерлингов[145].
- В 2010—2011 годах, ввиду новой экономической программы правительства, королева была вынуждена сократить свои расходы до 51,7 млн долларов[146].
- Но, начиная с 2012 года, доходы Елизаветы вновь начали расти (с примерной скоростью 5 % в год)[147].
- По данным Букингемского дворца, в 2014/15 финансовом году на содержание монархии каждый британец потратил 56 пенсов. 35,7 млн фунтов было выделено из бюджета на содержание королевского двора[148].
- На 2018—2019 годы грант на её содержание увеличился до 82,2 млн фунтов — это 1,25 фунта на каждого подданного. Грант не покрывает королевские визиты, церемонии и охрану. С их учётом общие расходы двора доходят до 300 млн фунтов (400 млн долларов)[149].

Подобные суммы вызывали недовольство республикански настроенной части населения Великобритании, которая считала необходимым их урезать.
Сторонники сохранения монархии указывают, что эти расходы приносили большую прибыль в виде поступлений от туристов, которых привлекают церемониалы британской монархии. В 2011 году министр финансов Великобритании Джордж Осборн заявил, что монархия приносит ежегодно в государственный бюджет более 500 млн фунтов стерлингов.

## Семья и дети
20 ноября 1947 года Елизавета вступила в брак с лейтенантом Филиппом Маунтбеттеном (10 июня 1921 — 9 апреля 2021), сыном греческого принца Андрея, получившим от тестя титул герцога Эдинбургского. Филипп и Елизавета — четвероюродные брат и сестра: прабабка Филиппа Алиса Гессенская была родной сестрой короля Эдуарда VII, прадеда Елизаветы. Кроме того, прабабка Елизаветы, Александра Датская, была родной сестрой деда Филиппа, короля эллинов, Георга I, что делает их троюродными дядей и племянницей. Кроме того, их общий предок — принц Людвиг Вюртембергский; таким образом Елизавета и Филипп — также пятиюродные сестра и брат.
20 ноября 2017 года Елизавета II и Филипп отметили платиновую свадьбу — с момента заключения их брака прошло 70 лет. Этот королевский брак является самым долгим в мировой истории: он продлился более 73 лет, до смерти принца Филиппа в 2021 году.
У королевской четы четверо детей, восемь внуков и четырнадцать правнуков (из них десять родились при жизни принца Филиппа и двенадцать родились при жизни Елизаветы):
| Имя                                   | Дата рождения   | Брак                           | Брак                                    | Дети                                       | Брак                              | Брак                               | Дети                                      |
| ------------------------------------- | --------------- | ------------------------------ | --------------------------------------- | ------------------------------------------ | --------------------------------- | ---------------------------------- | ----------------------------------------- |
| Карл III, король Великобритании       | 14 ноября 1948  | леди Диана Спенсер (1961—1997) | 29 июля 1981 (развод: 28 августа 1996)  | Уильям, принц Уэльский (род. 1982)         | Кэтрин Миддлтон (род. 1982)       | 29 апреля 2011                     | принц Джордж Уэльский (род. 2013)         |
| Карл III, король Великобритании       | 14 ноября 1948  | леди Диана Спенсер (1961—1997) | 29 июля 1981 (развод: 28 августа 1996)  | Уильям, принц Уэльский (род. 1982)         | Кэтрин Миддлтон (род. 1982)       | 29 апреля 2011                     | принцесса Шарлотта Уэльская (род. 2015)   |
| Карл III, король Великобритании       | 14 ноября 1948  | леди Диана Спенсер (1961—1997) | 29 июля 1981 (развод: 28 августа 1996)  | Уильям, принц Уэльский (род. 1982)         | Кэтрин Миддлтон (род. 1982)       | 29 апреля 2011                     | принц Луи Уэльский (род. 2018)            |
| Карл III, король Великобритании       | 14 ноября 1948  | леди Диана Спенсер (1961—1997) | 29 июля 1981 (развод: 28 августа 1996)  | принц Гарри, герцог Сассекский (род. 1984) | Меган Маркл (род. 1981)           | 19 мая 2018                        | принц Арчи Сассекский (род. 2019)         |
| Карл III, король Великобритании       | 14 ноября 1948  | леди Диана Спенсер (1961—1997) | 29 июля 1981 (развод: 28 августа 1996)  | принц Гарри, герцог Сассекский (род. 1984) | Меган Маркл (род. 1981)           | 19 мая 2018                        | принцесса Лилибет Сассекская (род. 2021)  |
| Карл III, король Великобритании       | 14 ноября 1948  | Камилла Шанд (род. 1947)       | 9 апреля 2005                           | —                                          | —                                 | —                                  | —                                         |
| принцесса Анна, королевская принцесса | 15 августа 1950 | Марк Филлипс (род. 1948)       | 14 ноября 1973 (развод: 28 апреля 1992) | Питер Филлипс (род. 1977)                  | Отэм Келли (род. 1978)            | 17 мая 2008 (развод: 15 июня 2021) | Саванна Энн Филлипс (род. 2010)           |
| принцесса Анна, королевская принцесса | 15 августа 1950 | Марк Филлипс (род. 1948)       | 14 ноября 1973 (развод: 28 апреля 1992) | Питер Филлипс (род. 1977)                  | Отэм Келли (род. 1978)            | 17 мая 2008 (развод: 15 июня 2021) | Айла Элизабет Филлипс (род. 2012)         |
| принцесса Анна, королевская принцесса | 15 августа 1950 | Марк Филлипс (род. 1948)       | 14 ноября 1973 (развод: 28 апреля 1992) | Зара Тиндалл (род. 1981)                   | Майк Тиндалл (род. 1978)          | 30 июля 2011                       | Миа Грейс Тиндалл (род. 2014)             |
| принцесса Анна, королевская принцесса | 15 августа 1950 | Марк Филлипс (род. 1948)       | 14 ноября 1973 (развод: 28 апреля 1992) | Зара Тиндалл (род. 1981)                   | Майк Тиндалл (род. 1978)          | 30 июля 2011                       | Лена Элизабет Тиндалл (род. 2018)         |
| принцесса Анна, королевская принцесса | 15 августа 1950 | Марк Филлипс (род. 1948)       | 14 ноября 1973 (развод: 28 апреля 1992) | Зара Тиндалл (род. 1981)                   | Майк Тиндалл (род. 1978)          | 30 июля 2011                       | Лукас Филипп Тиндалл (род. 2021)          |
| принцесса Анна, королевская принцесса | 15 августа 1950 | Тимоти Лоренс (род. 1955)      | 12 декабря 1992                         | —                                          | —                                 | —                                  | —                                         |
| принц Эндрю, герцог Йоркский          | 19 февраля 1960 | Сара Фергюсон (род. 1959)      | 23 июля 1986 (развод: 30 мая 1996)      | принцесса Беатриса Йоркская (род. 1988)    | Эдоардо Мапелли-Моцци (род. 1983) | 17 июля 2020                       | Сиенна Элизабет Мапелли-Моцци (род. 2021) |
| принц Эндрю, герцог Йоркский          | 19 февраля 1960 | Сара Фергюсон (род. 1959)      | 23 июля 1986 (развод: 30 мая 1996)      | принцесса Беатриса Йоркская (род. 1988)    | Эдоардо Мапелли-Моцци (род. 1983) | 17 июля 2020                       | Афина Элизабет Роуз (род. 2025)           |
| принц Эндрю, герцог Йоркский          | 19 февраля 1960 | Сара Фергюсон (род. 1959)      | 23 июля 1986 (развод: 30 мая 1996)      | принцесса Евгения Йоркская (род. 1990)     | Джек Бруксбэнк (род. 1986)        | 12 октября 2018                    | Огаст Бруксбэнк (род. 2021)               |
| принц Эндрю, герцог Йоркский          | 19 февраля 1960 | Сара Фергюсон (род. 1959)      | 23 июля 1986 (развод: 30 мая 1996)      | принцесса Евгения Йоркская (род. 1990)     | Джек Бруксбэнк (род. 1986)        | 12 октября 2018                    | Эрнест Бруксбэнк (род. 2023)              |
| принц Эдвард, герцог Эдинбургский     | 10 марта 1964   | Софи Рис-Джонс (род. 1965)     | 19 июня 1999                            | леди Луиза Маунтбеттен-Виндзор (род. 2003) |                                   |                                    |                                           |
| принц Эдвард, герцог Эдинбургский     | 10 марта 1964   | Софи Рис-Джонс (род. 1965)     | 19 июня 1999                            | лорд Джеймс, виконт Северн (род. 2007)     |                                   |                                    |                                           |

## Официальные титулы, награды и герб

### Титулы Елизаветы II
- С 21 апреля 1926 года по 11 декабря 1936 года — Её Королевское Высочество принцесса Елизавета Йоркская.
- С 11 декабря 1936 года по 20 ноября 1947 года — Её Королевское Высочество принцесса Елизавета.
- С 20 ноября 1947 года по 6 февраля 1952 года — Её Королевское Высочество принцесса Елизавета, герцогиня Эдинбургская.
- С 6 февраля 1952 года по 8 сентября 2022 года — Её Величество королева.

Полный титул Елизаветы II в Великобритании звучал как «Её Величество Елизавета Вторая, Божией милостью Соединённого Королевства Великобритании и Северной Ирландии и иных своих царств и территорий Королева, Глава Содружества, защитница веры» (англ. Her Majesty Elizabeth the Second, by the Grace of God of the United Kingdom of Great Britain and Northern Ireland, and of Her other Realms and Territories Queen, Head of the Commonwealth, Defender of the Faith).
В период царствования Елизаветы II во всех странах, признающих британского монарха своим главой государства, были приняты законы, согласно которым в каждой из этих стран британский монарх выступает в качестве главы данного конкретного государства, независимо от своих титулов собственно в Великобритании или в третьих странах. Соответственно, во всех этих странах титул королевы звучал аналогичным образом, с заменой наименования государства. В некоторых странах из титула исключены слова «защитница веры». Например, в Австралии титул звучал следующим образом: «Её Величество Елизавета II, Божией милостью Королева Австралии и иных своих царств и территорий, Глава Содружества».
На островах Гернси и Джерси Елизавета II носила также титул герцогини Нормандской, на острове Мэн — титул «лорд Мэна».
Во время разговора с королевой при первом обращении принято было использовать выражение «Ваше Величество» (англ. Your Majesty), при последующих обращениях — «мэм» (англ. ma'am).

### Государства, главой которых являлась Елизавета II
При восшествии на престол в 1952 году Елизавета стала королевой семи государств: Великобритании, Канады, Австралии, Новой Зеландии, Южной Африки, Пакистана и Цейлона.
В период её царствования некоторые из этих стран стали республиками. Одновременно в результате процесса деколонизации многочисленные британские колонии обрели независимость. В некоторых из них королева Великобритании сохранила статус главы государства, в других — нет.
Отмена монархии в первоначальных владениях Елизаветы II:
- Пакистан — в 1956 году (бывший Доминион Пакистан)[157].
- Южная Африка — в 1961 году (бывший ЮАС)[158].
- Цейлон (Шри-Ланка) — в 1972 году (бывший Доминион Цейлон)[159].

Новые независимые государства, сохранившие монархию:
- Антигуа и Барбуда (1981—2022);
- Багамские Острова (1973—2022);
- Белиз (1981—2022);
- Гренада (1974—2022);
- Папуа — Новая Гвинея (1975—2022);
- Сент-Винсент и Гренадины (1979—2022);
- Сент-Китс и Невис (1983—2022);
- Сент-Люсия (1979—2022);
- Соломоновы Острова (1978—2022);
- Тувалу (1978—2022);
- Ямайка (1962—2022).

Новые независимые государства, некоторое время спустя отказавшиеся от монархии:
- Барбадос (1966—2021);
- Гайана (1966—1970);
- Гамбия (1965—1970);
- Гана (1957—1960);
- Кения (1963—1964);
- Маврикий (1968—1992; см. королева Маврикия);
- Малави (1964—1966);
- Мальта (1964—1974);
- Нигерия (1960—1963);
- Сьерра-Леоне (1961—1971);
- Танганьика (1961—1962);
- Тринидад и Тобаго (1962—1976);
- Уганда (1962—1963);
- Фиджи (1970—1987).

### Награды
Елизавета II в Великобритании и странах Содружества, а также в иных государствах являлась главой ряда рыцарских орденов, кроме того имела воинские звания, многочисленные почётные звания и учёные степени. Помимо этого она являлась кавалером различных внутригосударственных британских наград, а также ряда различных наград иностранных государств.

### Герб
- Гербы в разный период времени и в различных странах
- Королевский герб в Великобритании (кроме Шотландии)
- Королевский герб в Шотландии
- Королевский герб в Канаде
- Герб принцессы Елизаветы (1944—1947)
- Герб принцессы Елизаветы, герцогини Эдинбургской (1947—1952)

## Церемониал при Елизавете II
Несмотря на активное общение с подданными, Елизавета строго соблюдала королевский церемониал. Например, королева не любила, когда к ней прикасались первыми. Было отмечено, что при посещении больниц, выставок и прочих официальных мероприятий Елизавета была очень вежлива, но никогда не снимала перчаток и ни к кому не прикасалась. Даже на регулярных чаепитиях в парке Букингемского дворца для королевы и членов её семьи ставился отдельный шатёр, куда допускались только особо важные приглашённые. Определённая отчуждённость королевы от остальных людей наблюдалась при её общении с прессой. Несмотря на то, что при Елизавете II резко расширилось общение монарха с подданными, сама королева за всё время своего правления не дала ни одного интервью. Нарушения протокола королева иногда не прощала даже главам других государств. Например, президент России Владимир Путин во время своего государственного визита в Великобританию в 2003 году опоздал на встречу с королевой на 12 минут. В ответ Елизавета II явилась на проводы Путина с опозданием ровно на такое же количество времени (12 минут).
Однако при Елизавете церемониал подвергся некоторой демократизации. Например, в 1998 году было установлено, что лорд-канцлер может, вручив королеве речь на открытии сессии парламента, повернуться к монарху спиной, а не пятиться по ступенькам от королевского трона. Также Елизавета отказалась от некоторых традиций: британский королевский штандарт над Букингемским дворцом заменили на Юнион Джек, в её охрану стали принимать представителей национальных меньшинств, а процесс трудоустройства во дворец упростили до того, что резюме стало можно подавать туда по интернету. В Шотландии местный королевский штандарт и порядок его поднятия были изменены с согласия Елизаветы II и приведены в соответствие с Lyon King of Arms Act 1672, что было закреплено положением, принятым шотландским правительством в апреле 2010 года.
Известно, что о смерти королевы премьер-министру Лиз Трасс сообщили с помощью кодовой фразы — «Лондонский мост рухнул».

## Общественное восприятие
Большинство британцев положительно оценивают институт конституционной монархии. По опросу 2012 года примерно 69 % считали, что без монархии стране было бы хуже; 60 % же считали, что монархия способствует поднятию имиджа страны за рубежом, и лишь 22 % были против монархии.

### Критика
Несмотря на положительное отношение большинства своих подданных, королева на протяжении своего правления неоднократно подвергалась критике, в частности:
- В 1963 году, когда в Британии возник политический кризис, Елизавета подвергалась критике за то, что самолично назначила премьер-министром Великобритании Александра Дуглас-Хьюма.
- В 1997 году за отсутствие моментальной реакции на смерть принцессы Дианы на королеву обрушился гнев не только британской общественности, но и даже многих крупных британских СМИ (например, The Guardian)[167].
- В 2004 году, после того, как Елизавета II на охоте тростью насмерть забила фазана, по всей стране прокатилась волна возмущения со стороны природоохранных организаций по поводу действий монарха[168].

## Личные качества
С детства отличалась сдержанностью, была воспитана в убеждении, что собственные мысли и чувства должны быть закрыты от посторонних. За семьдесят лет правления ни разу не давала интервью.

## Хобби
Среди интересов королевы были разведение собак (среди них корги (см. королевские корги), спаниели и лабрадоры), фотография, верховая езда, а также путешествия. Елизавета II, поддерживая свой престиж главы Содружества, очень активно путешествовала по своим владениям, а также бывала и в других странах мира. На её счёту порядка 325 зарубежных визитов (за время своего царствования Елизавета посетила более 130 стран).
Филателия много десятилетий была одним из хобби Елизаветы II.
С 2009 года начала заниматься садоводством.
Помимо английского, свободно владела французским языком.

## Продолжительность правления и возраст
К моменту смерти Елизавета II являлась рекордсменом среди всех британских монархов по возрасту и продолжительности пребывания на престоле.
20 декабря 2007 года королева стала старейшим британским монархом в истории, обогнав свою прапрабабушку королеву Викторию (1819—1901). С 13 октября 2016 года, после смерти короля Таиланда Пхумипона Адульядета, являлась самым долгоправящим из действовавших на тот момент монархов в мире. С 21 ноября 2017 года, после отставки президента Зимбабве Роберта Мугабе, была старейшим действующим главой государства в мире.

## В культуре

### В документальных фильмах и сериалах
- 1951 год: 54-минутный фильм «Королевское путешествие»[англ.] (о визите Елизаветы, принцессы Йоркской, и Филиппа, герцога Эдинбургского, в Канаду и в США осенью 1951 года).
- 1953 год: 79-минутный фильм «Королева коронована»[англ.] (о коронации Елизаветы II в 1953 году).
- 1954 год: 68-минутный фильм «Королева в Австралии»[англ.] (о визите Елизаветы II в Австралию в 1954 году).
- 1966 год: «Королевское турне на Карибы»[англ.].
- 1969 год: 90-минутный фильм «Королевская семья[англ.]» (англ. Royal Family).
- 1992 год: 110-минутный фильм «Елизавета Р.: Год из жизни королевы»[англ.] (к 40-летию восшествия на престол).
- 2007 год: документальный мини-сериал «Монархия: Королевская семья за работой»[англ.].
- 2012 год: документальный мини-сериал «Алмазная королева»[англ.] (к 60-летию восшествия на престол).
- 2016 год: 90-минутный фильм «Елизавета в 90 лет»[англ.] (к 90-летию королевы).
- 2018 год: 60-минутный фильм «Коронация»[англ.] (к 65-летию со дня коронации).
- 2020 год и далее: документальный сериал «Королевский дом Виндзоров» (англ. The Royal House of Windsors).
- 2022 год: 90-минутный фильм: «Ее Величество королева Елизавета II (1926—2022)» (к смерти королевы)

### В игровых фильмах и сериалах
- 1976 год: боевик «Выкуп за королеву».
- 1988 год: криминальная комедия «Голый пистолет». Королеву играет Дженнет Чарльз[англ.].
- 1991 год: фильм «Проблема атрибуции»[англ.] (на основе одноимённой пьесы 1988 года Алана Бенетта). И в театре, и в кино королеву сыграла Прунелла Скейлз.
- 1996 год: комедия «Вилли и Виндзоры»[англ.].
- 2001 год: художественный фильм для детей «Её Величество»[англ.] (англ. Her Majesty). Роль Елизаветы II исполнила Рейчел Уоллис.
- 2006 год: биографический фильм «Королева» («The Queen»). Роль королевы сыграла актриса Хелен Миррен[175]. Фильм стал лауреатом премии BAFTA в категории «Лучший фильм». Актриса Хелен Миррен, исполнившая главную роль в картине, удостоилась премий «Оскар», «Золотой глобус», BAFTA, а также кубка Вольпи на Венецианском кинофестивале за лучшую женскую роль. Фильм был номинирован на премию «Оскар» как «Лучший фильм».
- 2009 год: 5-серийный художественный мини-сериал «Королева» («The Queen», Channel 4, режиссёры Эдмунд Култхард, Патрик Римс). Королеву в разные периоды её жизни сыграли пять актрис: Эмилия Фокс, Саманта Бонд, Сьюзан Джеймсон[англ.], Барбара Флинн[англ.], Диана Куик[англ.][176].
- 2009 год: фильм «Маргарет»[англ.] (о Маргарет Тэтчер). Роль королевы сыграла актриса Розмари Лич.
- 2010 год: фильм «Король говорит!». Роль принцессы Елизаветы сыграла актриса Фрея Уилсон[англ.].
- 2015 год: фильм «Лондонские каникулы» о похождениях Королевы в ночь празднования Дня победы во Второй Мировой войне. Роль королевы сыграла актриса Сара Гадон.
- 2016—2023 года: сериал Netflix «Корона», который был приурочен к юбилею Королевы. В первых двух сезонах (2016—2017) главную роль сыграла Клэр Фой, в следующих двух сезонах (2019—2020) роль Елизаветы II исполнила Оливия Колман, в последних двух сезонах её роль исполнила Имельда Стонтон. Во флэшбэках принцессу Елизавету в её детские годы играет Верити Рассел.
- 2016 год: фильм «Большой и добрый великан». Роль королевы сыграла актриса Пенелопа Уилтон.
- 2018 год: комедия «Королева и я»[англ.]. Елизавета II — Саманта Бонд.
- 2019 год: сериал «Пенниуорт». Роль королевы исполнила актриса Джессика Эллерби.
- 2021 год: фильм «Спенсер». В роли королевы Стелла Гонет.

#### Камео
- 27 июля 2012 года телевизионную трансляцию церемонии открытия летних Олимпийских игр в Лондоне начинал ролик[англ.] с участием Джеймса Бонда (Дэниел Крейг) и королевы (камео). В конце ролика они оба прыгают с парашютами из вертолёта над ареной Олимпийского стадиона. 4 апреля 2013 года за эту роль королеве была вручена премия BAFTA, за лучшее исполнение роли девушки Джеймса Бонда[66].
- 4 июня 2022 года, во время празднования Платинового юбилея королевы, публике был показан видеоролик, где Елизавета II снялась вместе с медвежонком Паддингтоном[177].

### В мультипликации
- 1992 — наст. вр.: королева появляется в ряде эпизодов мультипликационного сериала «Симпсоны».
- 2009—2013 годы: мультипликационный сериал «Мульт личности». Королеву озвучивает Лариса Брохман[178].
- 2011 год: полнометражный мультфильм «Тачки 2» («Cars 2»). Королеву-машину озвучивает Ванесса Редгрейв.
- 2012—2017: мультипликационный сериал «Свинка Пеппа». Королеву озвучивают Морвенна Бэнкс[англ.] и Эшли Альберт.
- 2015 год: полнометражный мультфильм «Миньоны» («Minions»). Королеву Елизавету II («Лиззи») озвучивает Дженнифер Сондерс.
- 2019 год: полнометражный мультфильм «Королевский корги» («The Queen’s Corgi»). Королеву озвучивает Джули Уолтерс.
- 2021 год: мультипликационный сериал «Принц»[англ.] («The Prince»). Королеву озвучивает Фрэнсис де ла Тур.

### В музыке
Елизавете II посвящали свои песни многие британские и иностранные музыканты разных жанров:
- «Her Majesty» (группа «Beatles», альбом «Abbey Road», 1969);
- «God Save the Queen» (группа «Sex Pistols», альбом «Never Mind the Bollocks, Here’s the Sex Pistols», 1977);
- «Royalty» (группа «The Exploited», альбом «Punk’s Not Dead», 1981);
- «The Queen Is Dead» (группа «The Smiths», альбом «The Queen Is Dead», 1986);
- «Elizabeth My Dear» (группа «The Stone Roses», альбом «The Stone Roses», 1989);
- «Repeat (Stars and Stripes)» (группа «Manic Street Preachers», альбом «Generation Terrorists», 1992);
- «Dreaming Of The Queen» (группа «Pet Shop Boys», альбом «Very», 1993);
- «Rule Nor Reason» (Билли Брэгг, альбом «Bloke on Bloke[англ.]», 1997);
- «Queen Elizabeth’s Pum Pum» (Ли Скрэтч Перри, японская версия (2010) альбома «The Mighty Upsetter», 2008)[180].

### В видеоиграх
- В 1987 году была выпущена игра «Flunky»[англ.], в которой, играя роль лакея, требуется выполнять поручения членов королевской семьи. В ходе игры можно получить автограф королевы.

### В ботанике
- В честь Елизаветы II был назван сорт роз Rosa 'Queen Elizabeth'[181].
- Именем королевы названы сорта садовой земляники «Королева Елизавета» и «Елизавета 2».

### В кулинарии
- В 1953 году для банкета в честь коронации Елизаветы II было придумано блюдо Коронационный цыплёнок, ставшее популярным в Великобритании.

### В филателии и нумизматике
- Монеты и почтовые марки
- На австралийской марке, 1947 год
- На канадской марке, 1953 год
- На австралийской марке в честь коронации
- На марке Северной Ирландии, 1958 год
- На монете 1953 года
- На монете 1961 года
- 50 новых пенсов, 1969 год

- Британская Ост-Индская компания в 2023 г., в преддверии первой годовщины смерти Елизаветы II, создала огромную золотую монету под названием «Корона», инкрустированную бриллиантами (для её создания использовано 3,61 кг золота высшей пробы и 6426 бриллиантов). Монету создавали больше года, то есть работать над ней начали ещё при жизни монарха.

### В топонимике

#### Природные объекты
Имя Елизаветы II неоднократно присваивали различным территориям, среди них:
- Земля Принцессы Елизаветы в Антарктике[182];
- Земля Королевы Елизаветы в Антарктике[183];
- Острова Королевы Елизаветы в Канаде[184].

#### Городские объекты
- В честь королевы названа аллея Королевы Елизаветы[англ.] в парке Эспланада в Сингапуре[185].
- Знаменитый Биг-Бен, символ Лондона, с сентября 2012 года официально называется «башней Елизаветы»[186].
- В честь королевы назван мост в Дафорде, построенный в 1991 году[187].
- 1 августа 2013 года в Лондоне был открыт Олимпийский парк Елизаветы II[англ.][188].

### Суда
- Имя Елизаветы II носит океанский лайнер «Куин Элизабет 2» (англ. «RMS Queen Elizabeth 2»).

### В Википедии
- Статьи о Елизавете II имеются в 208 языковых разделах Википедии.
- В русскоязычном разделе Википедии статья о Елизавете II, начатая в 2005 году, лидирует среди всех прочих статей по числу категорий, в которые она включена.

### Прижизненные памятники
- Статуя Елизаветы II в Оттаве.
- Статуя Елизаветы II в Саскачеване, установленная в 2005 году.
- Статуя Елизаветы II в Большом Виндзорском парке.

- Прижизненные памятники
- Бюст принцессы Елизаветы, сделанный в 1932 году
- Статуя Елизаветы II в Оттаве, Парлэмент-Хилл, Канада
- Статуя в Реджайне, Саскачеван, установленная в 2005 году
- Статуя в Большом Виндзорском парке

### Посмертные памятники
- 9 ноября 2022 года в Йорке была открыта статуя Елизаветы II.